# Cymbidium
Cymbidium или брод орхидеја, је род од 52 зимзелених врста из фамилије Orchidaceae. Ново Латински назив рода потиче од латинске речи cymba што значи брод. Њена прва позната употреба је била 1815. године.

## Распрострањеност
Овај род је распрострањен у тропским и суптропским деловима Азије (као што је северна Индија, Кина, Јапан, Малезија, Филипини и Борнео) и северна Аустралија. Веће цветне врсте из којих се изводе велики цветни хибриди расту на великим висинама.

## Врсте
- Cymbidium acuminatum
- Cymbidium aestivum
- Cymbidium aliciae
- Cymbidium aloifolium
- Cymbidium atropurpureum
- Cymbidium ballianum
- Cymbidium banaense
- Cymbidium baoshanense
- Cymbidium bicolor
- Cymbidium borneense
- Cymbidium canaliculatum
- Cymbidium changningense
- Cymbidium chloranthum
- Cymbidium cochleare
- Cymbidium concinnum
- Cymbidium cyperifolium
- Cymbidium dayanum
- Cymbidium defoliatum
- Cymbidium devonianum
- Cymbidium eburneum
- Cymbidium elegans
- Cymbidium elongatum
- Cymbidium ensifolium
- Cymbidium erythraeum
- Cymbidium erythrostylum
- Cymbidium faberi
- Cymbidium finlaysonianum
- Cymbidium floribundum
- Cymbidium florinda
- Cymbidium gammieanum
- Cymbidium gaoligongense
- Cymbidium glebelandense
- Cymbidium goeringii
- Cymbidium haematodes
- Cymbidium hartinahianum
- Cymbidium hillii
- Cymbidium hookerianum
- Cymbidium induratifolium
- Cymbidium insigne
- Cymbidium iridioides
- Cymbidium kanran
- Cymbidium lancifolium
- Cymbidium longipes
- Cymbidium lowianum
- Cymbidium macrorhizon
- Cymbidium madidum
- Cymbidium maguanense
- Cymbidium mannii
- Cymbidium mastersii
- Cymbidium micranthum
- Cymbidium multiradicatum
- Cymbidium munroanum
- Cymbidium nanulum
- Cymbidium nomachianum
- Cymbidium nujiangense
- Cymbidium oblancifolium
- Cymbidium omeiense
- Cymbidium parishii
- Cymbidium paucifolium
- Cymbidium purpuratum
- Cymbidium qiubeiense
- Cymbidium rectum
- Cymbidium recurvatum
- Cymbidium rhizomatosum
- Cymbidium rosefieldense
- Cymbidium roseum
- Cymbidium sanderae
- Cymbidium schroederi
- Cymbidium serratum
- Cymbidium sichuanicum
- Cymbidium sigmoideum
- Cymbidium sinense
- Cymbidium suave
- Cymbidium suavissimum
- Cymbidium teretipetiolatum
- Cymbidium tigrinum
- Cymbidium tortisepalum
- Cymbidium tracyanum
- Cymbidium wenshanense
- Cymbidium whiteae
- Cymbidium wilsonii
- Cymbidium woodlandense

## Природни хибриди
- Cymbidium × ballianum (= C. eburneum × C. mastersii) (Мјанмар)
- Cymbidium × baoshanense (= C. lowianum × C. tigrinum) (Јунан)
- Cymbidium × chiu-lih(?) (= C. lancifolium × C. ensifolium) (Кина)
- Cymbidium × nishiuchianum (= C. goeringii × C. kanran) (Тајван)
- Cymbidium × nishiuchianum (= C. goeringii subsp. goeringii var. formosanum × C. kanran) (Тајван)
- Cymbidium × florinda (= C. erythrostylum × C. iridioides. Cyperorchis × florinda) (Вијетнам)
- Cymbidium × gammieanum (= C. elegans × C. erythraeum. Cyperorchis × gammieana) (Непал до Сикима)
- Cymbidium × glebelandensis (= C. insigne × C. schroederi) (Вијетнам)
- Cymbidium × jy-shiang(?) (= C. lancifolium × C. sinense) (Кина)
- Cymbidium × rosefieldense (= C. hookerianum × C. tracyanum. Cyperorchis × rosefieldensis) (Вијетнам)
- Cymbidium × woodlandense (= C. mastersii × C. tracyanum. Cyperorchis × woodlandensis)  (Мјанмар)